# Метатеза (лінгвістика)
Метате́за (грец. μετάθέσις — «переставляння») — перестановка звуків, рідше складів у слові. Зумовлена намаганням уникнути важковимовних або не властивих конкретній мові звукосполучень. Один з видів комбінаторних змін.
Метатеза являє собою хоча й нерегулярне, але все ж таки досить поширене фонетичне явище, що найчастіше трапляється в запозичених словах. Запозичене слово втрачає підтримку з боку однокореневих слів рідної мови, що спричиняє меншу стійкість слова, перенесеного до чужого мовного середовища.

## Приклади метатези
Найчастіше метатеза спостерігається в запозичених словах (нім. Teller > пол. talerz > укр. тарілка, нім. Futteral > укр. футляр, грец. κλήρος > крилос), зокрема в особових іменах (Флор > Фрол, Сильвестр > Селиверст).

### Українська мова
- Бондар — з боднар («той, що робить бодні»)
- Ведмідь — з медвідь («той, що їсть мед»)
- Гомілка — з голінка (через проміжну форму *гонілка)
- Гамазей — з магазин
- Намисто — з монисто
- Суворий — із суровий[2]

### Російська мова
- Кувалда — з ковадло (від пол. kowadło через українське або білоруське посередництво)[3]
- Ладонь — з долонь (пор. укр. долоня).
- Сыворотка — із сыроватка (пор. укр. сироватка)[2]
- Мрамор — від  грец. μάρμαρο[4].